# Mac OS
Mac OS е серия графични операционни системи, разработвани от Apple Inc. за тяхната серия персонални компютри Macintosh.
Оригиналната операционна система е представена през 1984 г. под името „System 1“. Следващите версии са били наименувани по подобен начин. Apple преименуват версия 7.6 на операционната си система на „Mac OS“ през 1996 г. Mac OS притежава два архитектурни клона. До версия 9, от 1984 г. до 2000 г., е ерата на класическия Mac OS.
Настоящата операционна система за Mac е macOS, първоначално наречена Mac OS X до 2012 г. и след това OS X до 2016 г. Разработен между 1997 г. и 2001 г. след закупуването на NeXT от Apple, Mac OS X е базирана на изцяло нова архитектура, базирана на NeXTSTEP, Unix система, която отстранява много от техническите предизвикателства, пред които е изправен класическият Mac OS. Настоящият macOS е предварително инсталиран с всеки Mac и се актуализира ежегодно. Той е в основата на другите операционни системи на Apple за другите им устройства - iOS, iPadOS, watchOS и tvOS.

## Концепция за дизайн
Основната идея на Apple за Macintosh е да сведе до минимум познания на потребителя за операционната система. Много основни задачи, за които при други операционни системи са нужни по-задълбочени познания, при Mac OS са сведени до жестове с мишката и специфични за Macintosh графични контроли.
При първоначалния Macintosh фърмуера е бил записван на ROM, който се е обновявал и надграждал чрез дискета. Тази дискета е можела да бъде взета безплатно от дилърите на Apple. Само процес на инсталиране също е бил възможен с минимални познания от страна на потребителя, като е било нужно само да се стартира инсталационния скрипт и да се следват наставленията на екрана, или просто да се заменят някои файлове с помощта на файловия мениджър.

## Версии
Ранните версии на Mac OS са съвместими само с Machintosh базиран на Motorola 68000 архитектура. Когато Apple представя компютри базирани на PowerPC хардуер, операционната система е преправена да поддържа тази архитектура. Mac OS 8.1 е последната операционна система, която може да върви на „68К“ процесорна платформа. OS X, който наследява Mac OS, в своите версии от 10.0 („Cheetah“) до 10.2 („Panther“) е съвместим само с PowerPC процесори. PowerPC и Intel процеси са поддържани от версия 10.4 („Tiger“, Intel само след инсталирането на ъпдейт) и версия 10.5 („Leopard“). Версии 10.6 и по-нови поддържат само Intel процесори.
Ранните версии на операционна система се състоят от два независими един от друг потребителски компонента, наречени „System“ и „Finder“. Започвайки от версия 5, двата компонента са интегрирани под общото име „System Software“. System 7.5.1 е първата версия, която включва лого на Mac OS, я версия 7.6 е първата, наречена Mac OS.
В системи предхождащи PowerPC G3, значителна част от операционната система се съхранява на ROM върху дънната платка. Причината за това е било да се избегне използването на носител с ограничен капацитет на памет като дискети. Ранните версии на Маковете не са имали твърд диск. Тази архитектура е позволявала да се зареди напълно графична операционна система, без да е нужно използването на конзола за текстови команди. Това контрастира с останалите компютри за това време, работещи с MS-DOS и CP/M, които са имали нужда от задаване на команди, освен от мишка и от клавиатура. За да може да се осъществи всичко това на ниско ниво, както и за да се ограничи използването на Mac OS само до компютри на Apple и лицензирани клонинги, ранните версии на Mac OS са били зависими софтуер на системното ядро в ROM-а на дънната платка.

### „Classic“ Mac OS (1984 – 2001)
„Класическия“ Mac OS се характеризира като монолитна система. Версиите на Mac OS до System 4 могат да изпълняват само по едно приложение в даден момент. Дори и така, това го характеризира като лесен за употреба. Със System 5 Mac OS получава кооперативна многофунционалност. Въпреки това тази версия отнася много критики заради ограниченото управление на паметта, липса на защитена такава, липса на контрол на достъпа и чувствителност към конфликти между разширения на операционната система, които осигуряват допълнителни функционалности като поддръжка на мрежа и др. Някои приложения не работят добре заедно или работят само ако са стартирани в определен ред. Отстраняването на проблеми на Mac OS е било бавен процес на проби и грешки. Макинтош в началото използван т.нар. Macintosh файлова система (MFS), която е плоска файлова система само с едно ниво на директории. Заради това ограничение много бързо през 1985 г. е била заменена от йерархичната файлова система HFS, която има истинска дървовидна структура. Двете файлови системи са съвместими една с друга. Файловете в повечето операционни системи като DOS, Windows и Unix имат само едно разклонение. За разлика, файловите системи HFS и MFS дават на файловете по две разклонения: разклонение за данни и разклонение за ресурси. Разклонението за данни съдържа например текста на един документ или битмапите на един графичен файл. От друга страна разклонението за ресурси съдържа структурирани данни, като дефиниции за менюто, графики, звуци, сегменти от код, които да бъдат включени във файлов формат на дадена програма. Изпълним файл може да се състои само от ресурси, т.е. разклона за данни е празен, докато файл с данни може съдържа само данни и разклона за ресурсите е празен. Един файл от процесор на документи например Word може да съдържа и данни и ресурси. В разклонение за данните се намира текста, а в разклонение за ресурсите неговото форматиране. Това прави възможно прочитането на файла като прав текст, ако нямаме на разположение програма, която да може да разчете ресурсите. От друга стана тези разклонения правят съвместимостта на файловете с други операционно системи доста трудна. При копира на файл от Mac OS на не-Mac система води до заличаването на разклонението с ресурси. За повечето файлове с данни, това не би било проблем, защото тяхното разклонение за ресурси съдържа маловажна информация, като размер на прозореца и позиция, но програмните файлове биха било неизползваеми без техните ресурси. Това наложи да бъдат използвани кодиращи схеми като BinHex и MacBinary, които позволяват файлове с две разклонения да бъдат кодирани в един поток и обратно. PowerPC весиите на OS X до и включително OS X 10.4 Tiger включват слой на съвместимост със стари Мак приложения на класическа среда. Това става посредством изпълнява на копие от по-стар Mac OS 9.1 или по-нов като отделно приложение в OS X. Повечето потребители на Mac OS обновили своите системи до OS X, но от мнозина той бил бил критикува, че не толкова лесен за употреба като Mac OS, както и защото му липсвали редица функции, или за това, че работил по-бавно на по-стар хардуер, или други понякога доста сериозни несъвместимости с по-ранните версии. Основен проблем били драйверите написани за Mac OS. Те били несъвместими с OS X. Също така по-старите Apple машини били несъвместими с OS X. През юни 2005 г., Стив Джобс съобщи на Apple Worldwide Developers конференцията, че ще бъде направен преход на от PowerPC към Intel процесори и по-този начин, новите компютри няма да поддържат класическия Mac OS. През януари 2006 г. Apple представи първия Макинтош използваш Intel процесор. За да улесни прехода на потребителите към новата платформа Apple представи технологията Rosetta, която позволява изпълнението на програми за PowerPC на Intel платформа. Rosetta работи на заден фон напълно прозрачно за потребителя.Rosetta е била инсталация по избор в OS X 10.6 Snow Leopard и изобщо не е била налична при OS X 10.7 Lion.

### macOS
macOS е въведена като Mac OS X през 2001 г., по-късно преименувана на OS X през 2012 г. и на macOS през 2016 г. Тя е най-новата версия на операционната система на Apple. Въпреки че официално е обявена просто като „версия 10“ на Mac OS, неговата история е до голяма степен независима от тази на останалите версии на Mac OS. Основните ревизии вече се разглеждат като точкови ревизии, например 10.2 се различава съществено от 10.5.
Архитектурно macOS е наследник на Мас OS 9 и на „класическия“ Mac OS. Въпреки това macOS е Unix операционна система, базирана на операционната система NeXTSTEP, която Apple придобива след закупуването на NeXT Computer. macOS също така се възползва от програмния код на BSD и XNU ядрото.
macOS има шест значими издания като сървър. Първият от тях е представен като бета още през 1999 г. преди представянето на първия Mac OS X. Сървърните версии са архитектурно абсолютно идентични на клиентските, с единствена разлика че включват набор от инструменти за управление на сървърни приложения. Тези инструменти могат да бъдат добавени и към клиентска версия на операционната система, като предлагат същите функционалности.
macOS Server може да бъде поръча с Mac Mini или Mac Pro. За разлика от клиентската версия на операционната система, сървърната може да бъде инсталирана и върху виртуална машина, използвайки софтуер за емулация като Parallels Desktop за Mac и VMware Fusion.
macOS се използва като основа за iOS, (първоначално iPhone OS), използван за iPhone на Apple, iPod Touch и iPad.

## Star Trek
Start Trek, е било сравнително таен проект, чието прототипно начало започва през 1992 г., чиято цел е да създаде версия на Mac OS, която би вървяла на компютри, които могат да работят с Intel x86 базиране персонални компютри. Чрез партньорство от Apple и подкрепа от Intel, проектът е започнат от компанията Novell, която по това време, търси начини да интегрира продукта си DR-DOS с Mac OS GUI, като отговор на монопола на Microsoft Windows 3.0 и MS-DOS. Група, която се състояла от 4 души от Apple и 4 от Novell, успява да подкара Macintosh Finder и някои други базови приложения като QuickTime, да вървят гладко на x86 компютърна архитектура. Проектът бива прекратен след една година, в началото на 1993. Част от кода, написан по този проект, бива отново използван по-късно, когато Mac OS бива портнат до PowerPC.

## 68к emulation
Въпреки че проектът Star Trek не излиза на пазара, third-party Macintosh емулатори, като vMac, Basilisk II, и Executor, правят по-късно възможно, подкарването на Mac OS на Intel-базирани персонални компютри. Тези емулатори били ограничени в това да работят с Моторола 68000 сериите процесори, и като такива, повечето не могли да подкарват версии на Mac OS, които се нуждаели от PowerPC процесори. Също така повечето се нуждаели от Mac ROM image или hardware интерфейс, поддържащ истински Mac ROM чип; тези, които имали нужда от такъв image, са с несигурна репутация, при положение, че ROM image-а, може да наруши интелектуалната собственост на Apple.
Изключение, което се откроява, е емулатора Executor, софтуерен продукт, с комерсиален характер, произведен от Abacus Research & Development, единственият продукт, за който се използвал на 100 %, код от reverse engineering, без да се използват технологии на Apple. Този проект се движил с много високи скорости, но се разработили само няколко малко на брой функционалности. Малко програми били напълно приложими на този продукт, а много се чупили, ако въобще успявали да бъдат подкарани. Executor изкарва продукти на пазара, за портване на 68k Mac приложения до x86 платформи; разработката започнала през 2002 г., и сорс кода бива пуснат на пазара през късната 2008 г.
Емулатори, които използвали Mac OS image-и, предложили почти цялостна Mac OS съвместимост, а по-късни версии предложили отлична производителност, тъй като скоростта на работа на модерните x86 процесори, рязко се увеличила.
Повечето от хората, използващи Mac, започнали да преминават към платформата PowerPC, която предоставяла обратна съвместимост на 8.xx и 9.xx операционни системи, заедно с по-бърза PowerPC поддръжка. Това помогнало да се олекоти преминаването към PowerPC приложения, докато през това време 68k емулаторите остарявали и класическите приложения, които били добре поддържани преди тези емулатори, били достатъчно рафинирани за да държат ниво като истински Mac.

## PowerPC emulation
По време на разработката на 68к емулатора, поддръжката на PowerPC не успява да бъде оправдана, не само заради самия код, но и поради това, че е очаквана голяма разлика в производителността между симулиран PowerPC процес и истински PowerPC който работи на компютър Mac. По-късно това се оказва вярно, въпреки наличието на 7-о и 8-о поколение х86 процесори използващи подобни архитектурни парадигми, присъстващи в PowerPC. Много разработчици създават и пускат на пазара и 68к и PowerPC версии на програмите, същевременно премахвайки нуждата от PowerPC симулация. Power PC Mac потребителите, които могат да работят със системата, избират най-бързите PowerPC приложения. През 1995 г. Apple спира продажбата на 68к-базирани Mac-ове и съществуващата база бързо изчезва.
PearPC може да емулира процесите на PowerPC, изисквани от по-новите версии на Mac OS(например Os X). Поради факта, че поддръжката му е спряна. подобно на много други емулатори, има тенденцията да работи по-бавно от операционните системи.
По време на преминаването от PowerPC към Intel процесори, Apple осъзнават, че трябва да присъединят PowerPC емулатора към OS X, за да предпазят капитала на клиентите си, които са инвестирали в софтуер предназначен за PowerPC. Решението на Apple относно този проблем се вижда в лицето на емулатора Rosetta. Преди обявяването на Rosetta, наблюдатели установяват, че който и да било PowerPC емулатор работещ на 86х система ще срещне много проблеми при изпълняване на работата си. Поради сравнително по-малките проблеми при изпълнение на Rosetta, мнозина остават изненадани.
Друг PowerPC емулатор е SheepShaver, който е бил използван от около 1988 за BeOs на PowerPC платформите. През 2002 г. с големи усилия започва портването му на други платформи. Първоначално той не е бил проектиран за използване от x86 платформи и е изисквал реален PowerPC процесор, който да присъства в машината. Той е действал по подобие на хипервайзор. Въпреки че, PowerPC процесора се поддържа, той може да работи единствено и само до Mac OS 9.0.4, тъй като единиците за управление на паметта не могат да се емулират.
Други примери за такива емулатори са ShapeShifter(направен от същия програмист създал SheepShaver), Fusion и iFusion. Те могат да функционират с класическия Mac OS с PowerPC „компресирана“ ускорителна карта. Твърди се, че при използване на този метод се постига същата, дори и по-добра скорост в сравнение с Macintosh със същия процесор. особено по отношение на сериите m68k поради които Mac-ове, работещи в режим на MMU trap mode, пречат на изпълнението.

## Клонинги и нелицензирани копия на Macintosh
Няколко производители на компютри през годините са създавали клонинги на Macintosh, способни да функционират с Mac OS. От 1995 г. до 1997 г., Apple дава лиценз за използване на Macintosh Rom на няколко компании: PowerComputing, UMAX и Motorola. Създадените от тях компютри могат да работят с доста от класическите версии на Mac OS. Стив Джобс слага край на това със завръщането си в Apple през 1997 г.
През 2008 г., компания базирана в Маями(Psystar Corporation), обявява разработката на клонинг на Macintosh, наречен OpenMac, който е способен да работи с Mac OS X 10.5 Leopard. Поради риска от съдебно дело, името на продукта им бива променено на Open Computer. Apple завеждат дело срещу Psystar Corporation, с исканията производството да бъде спряно, всички продадени компютри да бъдат върнати и да се плати обезщетение. Apple постигат победа в съда, и производството на Open Computer спира.
Mac OS X е съвместим с всички системи работещи с Intel на версия ICH6 или по нова. Съвместимост с ICH7 и Lion 945 (G)MCH е доказана. Съвместимост с ICH7 или по-нова версия също е доста добра.
Съвместимостта на Mac OS с Intel лаптопи е доста различна в зависимост от модела.
През 1988 Apple пускат на пазара първата Unix-базирана операционна система, която функционира като обикновена Unix системата, но с визия като на Mac OS. За определен период от време, конкурентно-способността на тази операционна система не може да се мери с тази на останалите операционни системи на пазара. A/UX операционните система имат най-успешни продажби в Щатите.

## MAE
MAE(Macintosh Application Environment) е софтуерен пакет разработен през 1994 г. от Apple. Чрез него потребителите използващи определени версии на Unix могат да употребяват Mac софтуер.
MAE използва X Window System за да емулира графичен интерфейс в стил Macintosh Finder. Най-новата версия е MAE 3.0, съвместима с версия 7.5.3 на Unix.

## MkLinux
Обявен през 1996 г. на световната конференция на разработчиците, MkLinux е операционна система разработена от OSF Research Institute на Apple, започната през февруари 1996 г. чрез нея Linux се портва на PowerPC платформата, и съответно на останалите Macintosh компютри. През 1998 г. общността с начело MkLinux Developers Association поема контрола над бъдещото развитие на операционната система. MkLinus е съкращение, означаващо „Microkernel Linux“.